# Nicolas Rattkay
 (février 2012).
Nicolas Rattkay (en croate Nikola Ratkaj), né de Georges (Đuro) Rattkay et d'Euphrosine (Eufrozina) Pálffy le 1er janvier 1601 au château de Veliki Tabor en Croatie, mort en odeur de sainteté le 25 février 1662 en Inde, est un missionnaire jésuite.

## Biographie
À 14 ans, il entra au collège jésuite de Brunn. Entré dans la Compagnie de Jésus il poursuit des études de philosophie à Graz et commence celles de Théologie à Rome. Lorsqu'en 1622 Saint François Xavier fut canonisé, ses successeurs à la tête de la Compagnie de Jésus autorisèrent Nicolas Rattkay à partir comme missionnaire aux Indes, où il poursuivit ses études pour être ordonné prêtre en 1624.
On lui doit de nombreuses lettres contenant force détails sur la vie locale de l'époque. En 1649, dans une lettre au Ban Sigismond Erdődy, il se décrit comme épuisé; il n'en vécut pas moins dix années de plus.

## Les autres jésuites de la famille Rattkay
Le baron Georges II Rattkay de Veliki Tabor (en croate Juraj Ratkaj Velikotaborski), né le 22 décembre 1612 au château de Veliki Tabor, mort à Zagreb le 1er septembre 1666), fils de Pierre Rattkay et Barbara Erdődy, était prêtre et historien. Il est l'auteur de la première histoire complète des Croates : Memoria regum et banorum regnorum Dalmatiae, Croatiae et Sclavoniae... (« Mémorial des rois et des bans des royaumes de Dalmatie, Croatie et Slavonie... ») écrite dans un esprit catholique et national et publiée à Vienne en 1652.
Le baron Jean Rattkay de Veliki Tabor (en croate Ivan Ratkaj Velikotaborski), né au château de Veliki Tabor le 22 mai 1647, mort à Jesús Carichic (Mexique) le 26 décembre 1683, était également prêtre, jésuite et missionnaire. On lui doit la première carte de la région des Tarahumaras (province de Chihuahua).
Étienne Rattkay (en croate Stjepan Ratkaj) a également été prêtre et jésuite.